# Münchener Straße (Bremen)
Die Münchener Straße ist eine zentrale Erschließungsstraße in Bremen-Findorff, Ortsteil Regensburger Straße und Stadtteil Walle, Ortsteil Utbremen. Sie führt überwiegend in West-Ost-Richtung von der Hansestraße in Walle bis zur Hemmstraße und Fürther Straße.
Die Querstraßen und Anschlussstraßen wurden zumeist nach Städten in Bayern benannt u. a. als Hansestraße nach der Hanse, einer Vereinigung als Kaufmannshanse und dann als Städtehanse, zu der Bremen seit 1260 gehörte, Utbremer Straße nach dem Waller Ortsteil Utbremen und das heißt außerhalb Bremens, Kohlenstraße nach einem Kohlenumschlagsplatz an der Bahn, Parallelweg an der Bahnstrecke, Nürnberger Straße, Kastanienstraße 1887 nach dem Baum, Würzburger Straße, Augsburger Straße, Ansbacher Straße, Böhmestraße nach dem Nebenfluss der Aller, Starnberger Straße, Frielinger Straße nach einem Ortsteil der Stadt Soltau, Kulmbacher Straße, Walsroder Straße nach der Stadt in Niedersachsen, Landshuter Straße, Bregenzer Straße, Regensburger Straße, Hemmstraße nach dem früheren Dorf Hemme (Hemme = Am Rande einer Niederung höher gelegene Grundstücke), Fürther Straße und Eickedorfer Straße nach dem Ort Eickedorf (niederdeutsch Eekdorp, Eicke = Eiche) in der heutigen Gemeinde Grasberg; ansonsten siehe beim Link zu den Straßen.

## Geschichte

### Name
Die Münchener Straße wurde nach der bayrischen Landeshauptstadt München benannt, die 1,45 Mio. Einwohner hat.

### Entwicklung
1875 hatte Findorff 2500 Einwohner. Seit 1893 wurde das Gebiet Bahnstrecke, Münchener Straße, Hemmstraße, Neukirchstraße und Findorffstraße mit ein- und zweigeschossigen Häusern bebaut. Im Zweiten Weltkrieg wurden hier viele Häuser zerstört. Die Straße ist durch die Nachkriegsbauten geprägt. Von 2014 bis 2015 wurde mit dem Bau des Mischwasserkanals auch die Straße neu gestaltet. Dabei wurden 50 Feldahorn-Bäume gepflanzt.

### Verkehr
1913 entstand der Anschluss an das Netz der Bremer Straßenbahn mit der Linie 9 von der Hemmstraße – Findorfftunnel – Hauptbahnhof zur Sankt-Jürgen-Straße. Eine zweite Anbindung entstand 1927, als die Strecke zum Bürgerpark durch die Eickedorfer Straße bis zur Hemmstraße verlängert wurde. Beide Strecken wurden zu einem Ring mit den Linien 5 und 6 (zeitweise 6A) verbunden. Die letzte Straßenbahn in Findorff fuhren 1964 (Linie 5) und 1967 (Linie 6).
Im Nahverkehr in Bremen durchfährt die Buslinie 28 (Überseestadt ↔ Neue Vahr-Nord) die Straße und die Linien 25 (Weidedamm-Süd ↔ Osterholz), 26 (Überseestadt ↔ Huckelriede) sowie 27 (Weidedamm-Nord ↔ Huckelriede) tangieren die Straße an der Hemmstraße.

## Gebäude und Anlagen
An der Straße stehen überwiegend zwei bis fünfgeschossige Gebäude, viele aus der Nachkriegszeit.
Erwähnenswerte Gebäude und Anlagen
- Tunnel unter den Bahnstrecken Bremen – Hamburg und Bremen–Bremerhaven

Nordseite:
- Nr. !4/16: 5-gesch. Wohnhaus Münchner Bogen von 2019 mit runder Eckausbildung mit 45 Wohnungen nach Plänen von Kauert und König, Bremen
- Nr. 18 bis 44: 3-gesch. Wohnhäuser von nach 1960
- Nr. 46 bis 64: 2- und 3-gesch. Wohn- und Geschäftshäuser
- Nr. 66 bis 72: 3-gesch. Wohn- und Geschäftshaus von um 1900 mit prägendem 4-gesch. Ecktürmchen
- Nr. 74 bis 90: 4-gesch. Wohn- und Geschäftshäuser
- Nr. 106 bis 148: 3- und 4-gesch. Wohn- und Geschäftshäuser
- Nr. 66 bis 72: 3-gesch. Wohn- und Geschäftshaus
- Ecke Regensburger Straße bis Führter Straße: 5-gesch.  Wohn- und Geschäftshaus der 1970er Jahre

Südseite:
- Nr. 11 bis 33: 2- bis 3-gesch. Wohn- und Geschäftshäuser von nach 1960
- Nr. 35 bis 41: 3-gesch. Wohnhäuser von nach 1960
- Nr. 43: 3-gesch. Wohn- und Geschäftshaus (Gaststätte) von um 1910 mit prägendem Erker
- Nr. 49: 2-gesch. kleines Wohn- und Geschäftshaus von um 1900 mit Erker
- Nr. 53 bis 57: 3-gesch. Wohn- und Geschäftshäuser von um 1900 mit Erker, zwei davon mit prägendem barockisierenden runden Giebel
- Nr. 77: 5-gesch. Büro- und Geschäftshaus von nach 1970 mit der Gestra AG, Produzent von Armaturen und Regelungstechnik mit um 400 Mitarbeiter
- Nr. 83 bis 121: 2- bis 3-gesch. Wohnhäuser
- Ecke Hemmstraße 192: 4-gesch. verklinkertes Wohn- und Geschäftshaus von nach 1970